# 中野伸二
中野 伸二（なかの しんじ、1965年12月20日 - ）は毎日放送常務取締役。

## 来歴・人物
大阪府貝塚市出身。大阪府立岸和田高等学校を経て、大阪大学法学部卒業後、1988年に毎日放送へ入社。同期には同じくテレビプロデューサーの本郷義浩、アナウンサーの加藤康裕（元事業局コマース事業部長）と岩城潤子（現・総務局総務部所属）がいる。
東京支社テレビ営業第2部、報道局社会部、東京支社報道部勤務を経て、1998年4月にスタートした「情熱大陸」ではディレクターとして、10本の演出を手がけた。2001年1月より「情熱大陸」、同年10月からは「世界ウルルン滞在記」やスペシャル番組のプロデューサーを務めている。
2008年3月末をもって、「情熱大陸」と「世界ウルルン滞在記"ルネサンス"」のプロデューサーを離れ、東京支社テレビ編成部へ異動。2008年4月より「情熱大陸」の編成担当となる。2010年9月から2015年6月まで東京支社テレビ編成部長兼チーフプロデューサー、2015年6月からは編成部企画統括兼チーフプロデューサー、2016年7月にスポーツ局スポーツ企画推進部長、2018年6月にコンテンツ戦略局長、2022年6月に取締役、2025年6月から現職。

## 担当番組

### 過去
- 情熱大陸（演出・ディレクター→プロデューサー→編成）
- 世界ウルルン滞在記（プロデューサー）
- 世界ウルルン滞在記"ルネサンス"（プロデューサー）
- クイズ!家族でGO（チーフプロデューサー）
- 久米宏のテレビってヤツは!?（チーフプロデューサー）
- クメピポ! 絶対あいたい1001人（プロデューサー）
- 爆笑学園ナセバナ〜ル!（チーフプロデューサー）
- 世界の日本人妻は見た!（チーフプロデューサー）
- Classroom☆Crisis（編成）
- アルスラーン戦記（編成）
- 関ジャニ∞博物館
- 1万人の第九 サワコ・又吉のクラシックなんて怖くない♪（編成）
- 劇場版 七つの大罪 天空の囚われ人（企画）
- コーヒーが冷めないうちに（製作代表）
- ANEMONE/交響詩篇エウレカセブン
ハイエボリューション（製作）

## 関連人物
- 河村盛文
- 井口岳洋
- 本郷義浩
- 加藤康裕
- 岩城潤子